# 安芸のはやし田
安芸のはやし田（あきのはやしだ）は、広島県山県郡北広島町（旧・大朝町大字新庄）と安芸高田市（旧・高宮町大字原田）に伝わる民俗芸能。1997年12月15日、重要無形民俗文化財に指定された。
安芸のはやし田は、田植時の休日に定められた田圃で行われる。飾り牛が一列縦隊で田圃内を踏み歩く「代掻き」、田面を平らにならす「えぶり」、早乙女や楽器奏者などの一行が田圃に行進してくる「道行き」、サンバイ棚と呼ばれる祭壇の前での「田の神降しの神事」、「苗取」「田植」と進められる。行事の中心となる「田植」では、早乙女たちが後下がりしながら苗を植えて行く。その際、早乙女たちに面して立った田の神サンバイと早乙女との間で、歌が掛け合わされる。早乙女たちの後方では、サンバイ竹と呼ばれる雌雄一組の棒ささらを打ち合わせて拍子を取り、大太鼓、小太鼓、鉦などの楽器の奏者がにぎやかに囃したてる。
田植時に、声を掛けあい楽器で囃したてながら苗を植える芸能は、中世に描かれた絵画資料などにもみられ、田楽系芸能の変遷過程を知る上で重要な伝承である。また、備後地方に伝わる塩原の大山供養田植のように牛馬の供養も併せて行われるものとは趣きを異にする。同じく安芸に伝わる壬生の花田植は緩やかな六調子だが、寒冷な芸北では稲を密植させるため、安芸のはやし田はテンポの速い八調子である。